# 萨海达奇内
47°4′41″N 33°18′51″E / 47.07806°N 33.31417°E

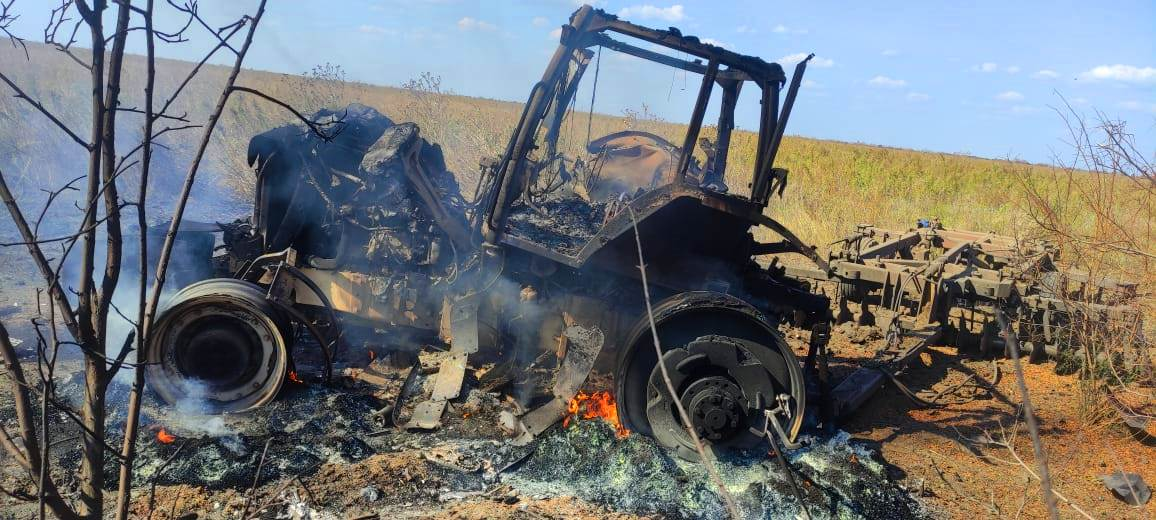
2023年9月烏克蘭赫爾松州南部發生誤觸俄羅斯地雷事件

萨海达奇内（羅馬化：Sahaidachne），2024年9月前名为马克西姆·高尔基村（羅馬化：Maksyma Horkoho），是烏克蘭南部赫爾松州别里斯拉夫区新赖斯克市镇的村落。始建於1918年，面積127.9平方公里，海拔高度69米，2001年人口645，人口密度每平方公里5.04人。
2024年9月19日，乌克兰最高拉达将此村的名字改为萨海达奇内。